# 237277 Nevaruth
237277 Nevaruth è un asteroide della fascia principale. Scoperto nel 2008, presenta un'orbita caratterizzata da un semiasse maggiore pari a 3,0406091 UA e da un'eccentricità di 0,1711187, inclinata di 1,66792° rispetto all'eclittica.
L'asteroide è dedicato all'insegnante statunitense Neva Ruth Daniel.